# Polyadenia insignis
Polyadenia insignis là loài thực vật có hoa trong họ Nguyệt quế. Loài này được (Blume) Miq. miêu tả khoa học đầu tiên năm 1855.